# Black Mark Production
Black Mark Production ist ein schwedisches Extreme-Metal-Musiklabel, das von Börje Forsberg gegründet wurde.

## Geschichte
Forsberg, der seit den 1960er-Jahren im Musikgeschäft tätig war, hatte in Schweden seit den 1970er-Jahren zunächst das Label Tyfon Grammofon betrieben. Sein Sohn Thomas Börje „Quorthon“ Forsberg plante 1984 die erste Tonträgerveröffentlichung seiner Band Bathory auf dem Label seines Vaters. Um sich von den anderen Bands des Labels abzusetzen, holte sich Quorthon die Erlaubnis seines Vaters ein, dem Album den Anschein zu geben, auf einem Sublabel von Tyfon erschienen zu sein, das er „Black Mark Production“ nannte. Der Name wurde für weitere Veröffentlichungen der Band beibehalten.
1991 wurde Black Mark Production von Börje Forsberg offiziell als Label für Extreme Metal gegründet. Es hatte zunächst seinen Hauptsitz nur in Berlin, ließ sich aber später auch in Stockholm, Toronto und New York nieder. Zu den ersten Bands, die neben Bathory produziert wurden, gehörten Agressor, Edge of Sanity und Invocator. Das Label hat nun seinen Hauptsitz in der Villa Hammerheart im schwedischen Bruzaholm. Zunächst nur in Europa aktiv, breitete sich das Label auch weiter in die USA und Kanada aus. Zu den bekanntesten Bands des Labels gehören Cemetary, Fleshcrawl, Lake of Tears, Memento Mori, Morgana Lefay, Necrophobic, Nightingale und Oz.
Labelgründer Forsberg verstarb am 14. September 2017 nach langer Krankheit im Alter von 73 Jahren. Das Label ist weiterhin aktiv.

## Künstler (Auszug)
- 8 Foot Sativa
- Agressor
- Airdash
- Bathory
- Cemetary
- Dan Swanö
- Edge of Sanity
- Invocator
- Lake of Tears
- Memento Mori
- Morgana Lefay
- Necrophobic
- Nightingale
- Overload
- Quorthon
- Seance
- Stone
- Urban[6]

## Veröffentlichungen (Auswahl)
- 1991: Bathory – Twilight of the Gods
- 1993: Necrophobic – The Nocturnal Silence
- 1994: Edge of Sanity – Purgatory Afterglow
- 1994: Lake of Tears – Greater Art
- 1995: Bathory – Octagon
- 1996: Necrophobic – Spawned by Evil
- 1996: Edge of Sanity – Crimson
- 1997: Necrophobic – Darkside
- 1997: Lake of Tears – A Crimson Cosmos
- 1997: Edge of Sanity – Cryptic
- 1999: Dan Swanö – Moontower
- 1999: Necrophobic – The Third Antichrist
- 1999: Lake of Tears – Forever Autumn
- 2002: Lake of Tears – The Neonai
- 2003: Edge of Sanity – Crimson II
- 2004: Lake of Tears – Greatest Tears Vol. 1
- 2004: Lake of Tears – Greatest Tears Vol. 2
- 2005: Apostasy – Devilution